# كريس مارسدن
كريس مارسدن (بالإنجليزية: Chris Marsden)‏ هو لاعب كرة قدم بريطاني في مركز الوسط، ولد في 3 يناير 1969 في شفيلد في المملكة المتحدة. لعب مع برمنغهام سيتي وستوكبورت كونتي وشيفيلد وينزداي وشيفيلد يونايتد وكوفنتري سيتي ونادي بوسان أي بارك ونادي ساوثهامبتون ونوتس كاونتي وهدرسفيلد تاون ووولفرهامبتون واندررز.

## وصلات خارجية
- كريس مارسدن على موقع دوري كوريا الجنوبية (الإنجليزية)
- كريس مارسدن على موقع قاعدة بيانات كرة القدم.إي يو (الإنجليزية)
- كريس مارسدن على موقع Soccerbase.com (لاعب) (الإنجليزية)
- كريس مارسدن على موقع عالم كرة القدم.نت (الإنجليزية)